# Escobén

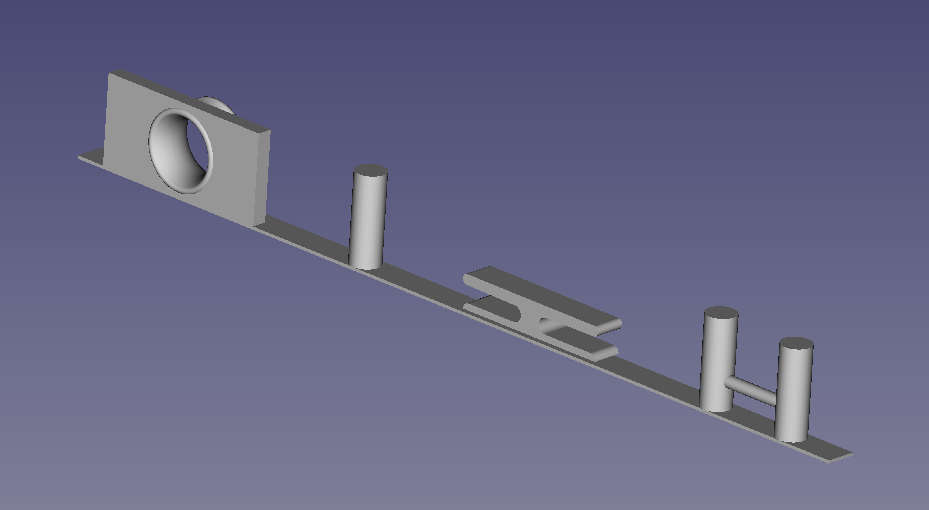
De izquierda a derecha. Escobén, Noray, Cornamusa y un par de Bitas.

En náutica, el escobén (ojos de la nave) es la abertura circular del casco de una embarcación en forma de tubo corto por donde pasa el cable (cuerda) o la cadena del ancla que sirve para subir o bajar esta. (fr. Escubier; ing. Hawse hole; it. Cubia, Occhio).

## Descripción
En las fotografías se aprecian ambos extremos del escobén, en su interior se instalan los sistemas de baldeo y limpieza de la cadena del ancla para quitar el lodo que se adhiera durante el fondeo, evitando el ingreso de barro a la caja de cadena.
Además del escobén existe otra tubería que conecta la caja de cadenas con el cabrestante, que recibe el nombre de gatera.
El extremo exterior del escobén se refuerza con un canto redondeado o media caña para facilitar el trabajo de la cadena durante el tiempo que el buque permanece fondeado (anclado).

## Historia
En el siglo XIX los barcos tenían un par de escobenes (Ing. Hawse hole), que eran unas aberturas circulares practicadas a uno y otro lado de la roda en los espaldones, específicamente en las Piezas de Escoben (Ing. Hawse pieces), por las que pasaban los cables (Ing. Hawser) de las anclas para fondear el barco.
La parte exterior e inferior del escobén se refuerza con una pieza cilíndrica de madera de roble denominada Almohada de escobén o Taco bajo de escoben (Ing. Bolster); cuando tiene un canal para el paso del cable, se denomina Taco bajo de canal. Estas piezas sirven para proteger las curvas bandas (Ing. Cheeks of the head) del roce con el cable. Los escobenes  se disponen entre las primeras y las segundas cintas.
En operación, se utilizan unas piezas redondas de madera que sirven para tapar los escobenes por la parte interior, llamados Tacos de escobén, Sacos de escobén o Manguerones (Ing. Bucklers), que dejan espacio solo para el cable, esto para evitar la entrada de mucha agua durante mar picado.

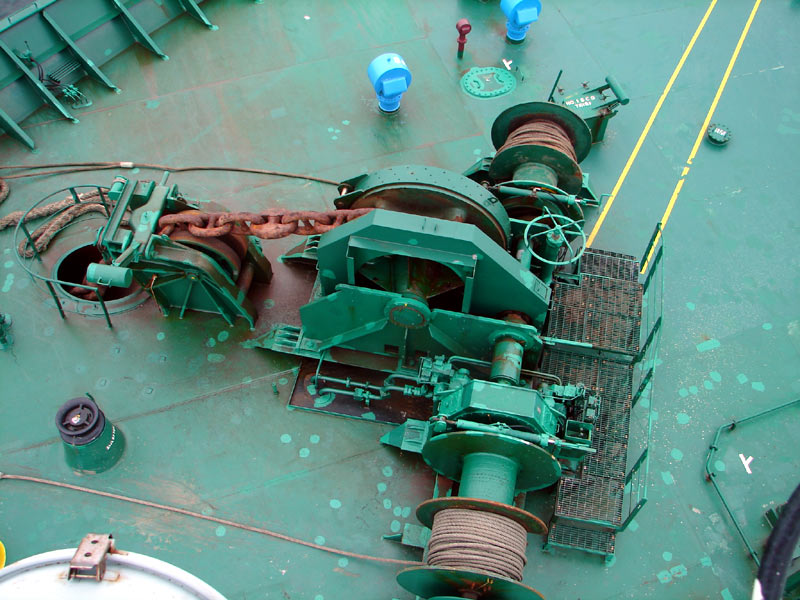
Extremo superior del escobén.
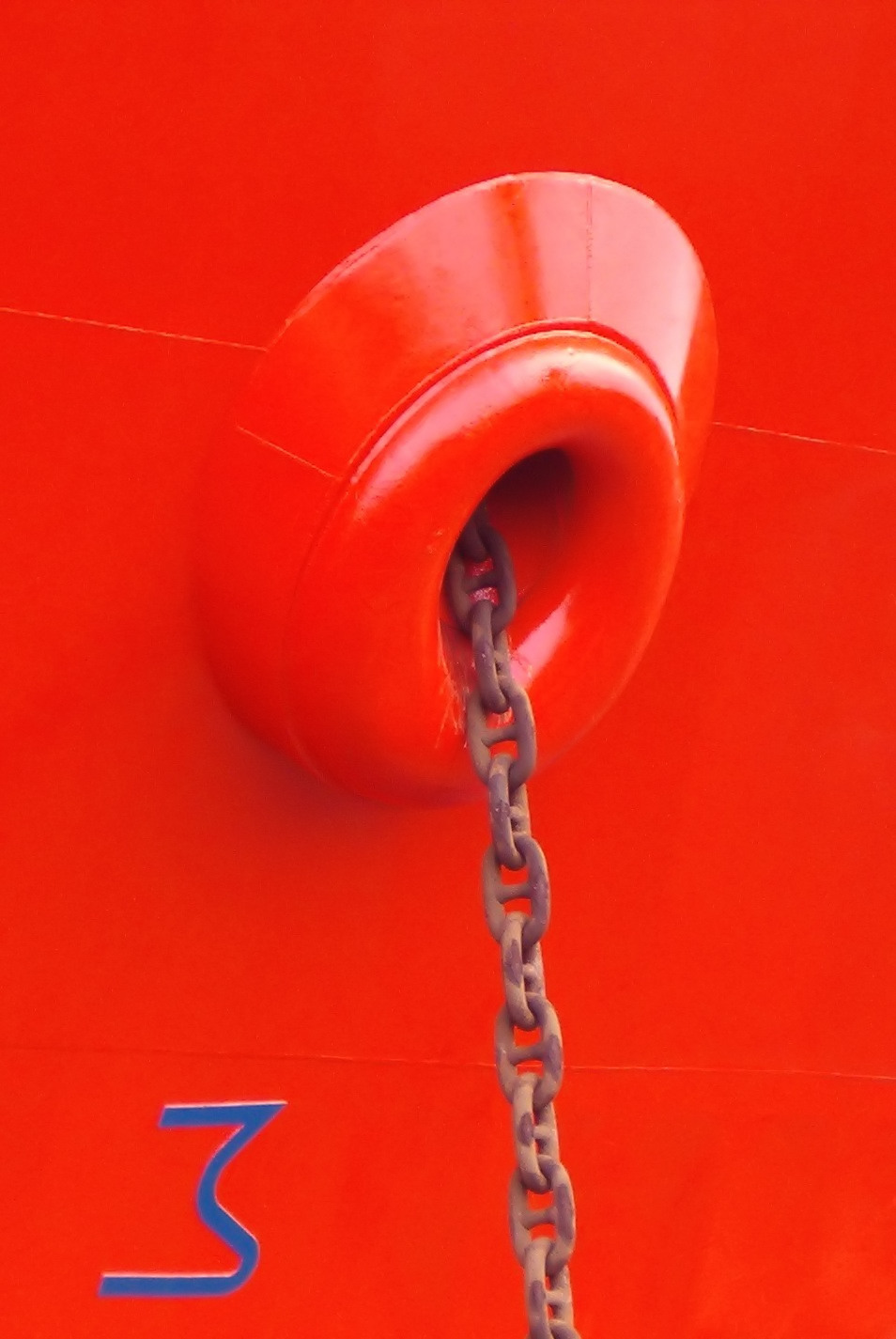
Extremo exterior del escobén.
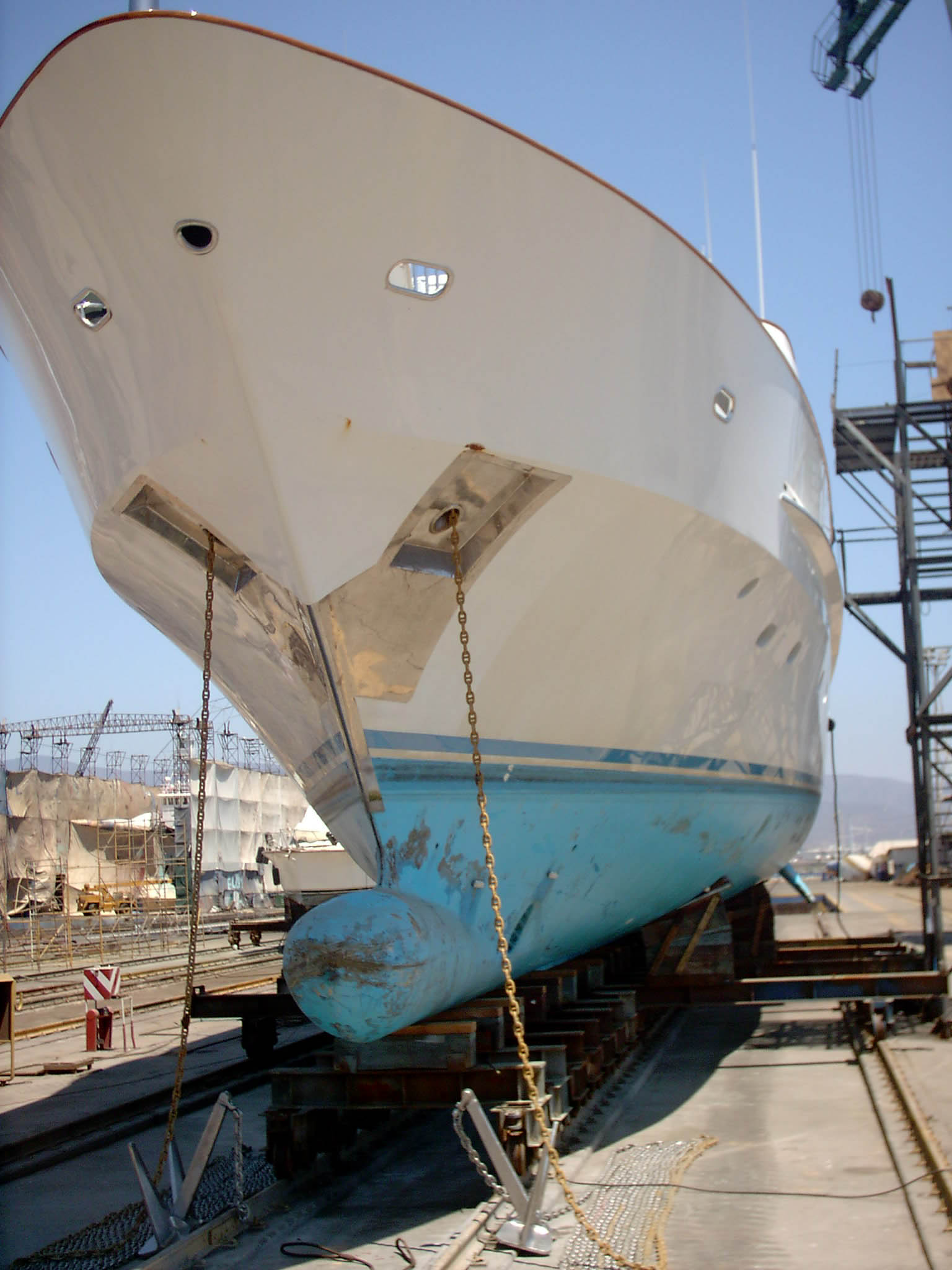
Escobenes con alojamiento para las anclas.